# بيرني شو
بيرني شو هو مغني كندي، ولد في 15 يونيو 1957 في فانكوفر في كندا.

## وصلات خارجية
- الموقع الرسمي
- بيرني شو على موقع ميوزك برينز (الإنجليزية)
- بيرني شو على موقع ديسكوغز (الإنجليزية)